# مقاطعة النعمة
مقاطعة النعمة هي إحدى المقاطعات الست في ولاية حوض الشرقي في موريتانيا.

## قائمة البلديات في الدائرة
في عام 2000، بلغ مجموع سكان مقاطعة النعمة 63 377 نسمة ( 30 583 رجلاً و 32 794 امرأة)، وبلغ عدد السكان 87 048 في عام 2013. تتكون دائرة نعمة من عشر بلديات :
- النعمة
- أم آفنادش
- المبروك
- آكوينيت